# William Rankins
Ne doit pas être confondu avec William Rankin.
William Rankins (fl. en 1587) est un auteur de pamphlets et un dramaturge anglais de l'époque élisabéthaine.

## Biographie et œuvre
Il publie en 1587 un violent pamphlet contre le théâtre, ressemblant aux premières diatribes de Stephen Gosson (The School of Abuse, 1579), de John Northbrooke ou de Philip Stubbs (The Anatomy of Abuses, 1583). Cet écrit est intitulé Mirrour of Monsters, wherein is plainly described the manifold vices and spotted enormities that are caused by the infectious sight of Playes (« Miroir des monstres, dans lequel sont clairement décrits les multiples vices et les noires atrocités causés par le spectacle infect des pièces de théâtre »).
Quelques années plus tard, Rankins démontre que ses précédentes déclarations étaient fausses en devenant lui-même dramaturge. Le 3 octobre 1598, Philip Henslowe, directeur de théâtres et imprésario, paie 3 £ pour une pièce de Rankins intitulée Mulmutius Dunwallow, qui est probablement une adaptation d'une autre œuvre. Par la suite, Rankins s'associe avec Richard Hathway pour écrire pour Henslowe une pièce intitulée Hannibal and Scipio. En 1637, Thomas Nabbes publie une pièce de même nom, qui peut avoir été créée bien plus tôt. Entre janvier et avril 1600, Henslowe prête de faibles sommes d'argent à Hathway et à Rankins à valoir sur deux pièces. Dans l'une d'elles, les bouffons Scogan et Skelton sont les personnages principaux. L'autre est intitulée The Conquest of Spain by John of Gaunt. Ces deux pièces sont maintenant perdues.
Il semble très probable que Rankins est aussi l'auteur de The English Ape, the Italian imitation, the Foote-steppes of Fraunce (« Le singe anglais, l'imitation italienne, les marques de pas de la France »), qui part du principe que les Anglais ne peuvent s'empêcher d'imiter les erreurs des autres nations. Désespérant de la méchanceté de la société anglaise de l'époque, Rankins se demande comment Andrew Boorde (en) décrirait les Anglaises de la fin du XVIe siècle, qui ressemblent aux courtisanes de Venise ou aux monstres d'Égypte. Selon lui, aveuglés par les déguisements italiens et les modes françaises, les hommes et femmes d'Angleterre se parent des difformités des autres nations. Dans la dédicace à sir Christopher Hatton, l'auteur mentionne un ouvrage ultérieur, intitulé My Roughcast Conceit of Hell, qu'il a dédié au même patron.
Rankins s'assure une réputation plus solide en publiant en 1598 Seaven Satyres applyed to the weeke, including the worlds ridiculous follyes, dédié à son noble ami John Salisbury (en) de Llewenni. Cet ouvrage associe le nom des jours de la semaine à leur signification astrologique. Jour après jour, on retrouve les sept satires : Contra Lunatistam pour le lundi, Contra Martialistam pour le mardi, etc. Ainsi, selon Rankins, les Saturniens professent des opinions subversives, en arguant de leur connaissance des mœurs et des coutumes des pays étrangers qu'ils ont visités et dont ils ont aussi rapporté de nombreux vices. Rankins publie aussi True felicity described in the Phoenix qui est un poème pieux.
Sidney Lee, dans son Dictionary of National Biography, indique que Francis Meres, dans son Palladis Tamia (1598), nomme Rankins parmi les satiristes de son époque. En réalité, Meres ne cite que Pierre le laboureur, Thomas Lodge, l'évêque Joseph Hall (en) (auteur de Virgidemiarum), John Marston (auteur de Pigmalions Image et de certaine Satyrs) et enfin Everard Guilpin (auteur de Skialetheia). En ouverture du Belvedere de John Bodenham (en), il y a trois stances de sept lignes, intitulées A Sonnet to the Muse's Garden, qui sont signées « W. Rankins, gent. ».